# Jaśmin wielkolistny
Jaśmin wielkolistny, jaśminek wielkolistny, dzielżamin wielkolistny (Jasminum sambac) – gatunek krzewu z rodziny oliwkowatych. Pochodzi z Indii, Bangladeszu i Birmy, jest uprawiany w wielu krajach świata.

## Morfologia
Krzew do 8 metrów wysokości o liściach jajowato-sercowatych. Kwiaty dość silnie pachnące, zebrane w szczytowe podbaldachy. Korona kwiatowa rurkowata, biała. Owoc – dwunasieniowa jagoda.

## Znaczenie
- Roślina kosmetyczna – z kwiatów otrzymuje się absolut wykorzystywany do wyrobu perfum, żeli, lotionów, mydeł i innych kosmetyków[5].
- Kwiat używany jest do aromatyzacji herbat.
- W krajach o ciepłym klimacie jest uprawiany jako roślina ozdobna.
- Dla hinduistów i buddystów kwiaty są symbolem czystości i stanowią ulubiony dar ofiarny.